# GAZ 31 Volga
De GAZ 31-serie is een personenauto uit de hogere middenklasse van de Russische fabrikant GAZ, die van 1982 (model 3102) tot in de zomer van 2010 geproduceerd werd. De technische basis en de carrosserievorm zijn afkomstig van het model GAZ 24 Volga dat in 1969 voor het eerst werd voorgesteld.

## GAZ 3102 Volga

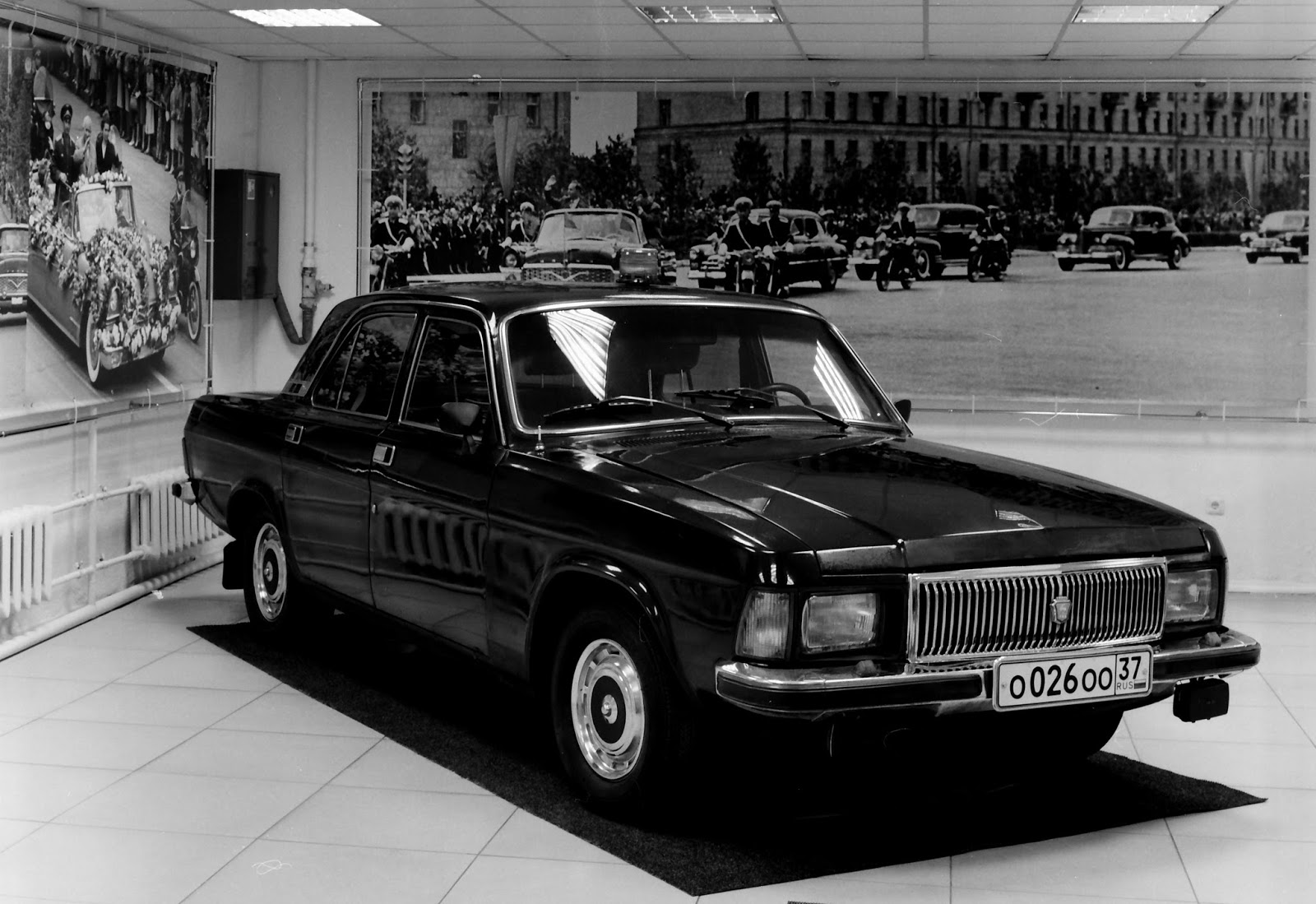
GAZ 3102 Volga

Het model GAZ 3102 Volga kwam in 1982 als luxueuze versie van de GAZ 24 Volga op de markt en werd alleen in de Sovjet-Unie verkocht. Hij onderscheidde zich van het 24-model door een nieuwe voor- en achterzijde, een gemodificeerd interieur met nieuw dashboard en driespaaks stuurwiel en verzonken deurgrepen aan de buitenzijde. Het voorste driehoeksraam verviel. 
De bijzonderheid van dit model was zijn 105 pk (78 kW) leverende viercilinder lijnmotor ZMZ-4022 met directe brandstofinspuiting. Bij gebrekkig onderhoud bleek dit systeem storingsgevoelig zodat het eind jaren 80 werd vervangen door de goedkopere ZMZ-402.10 met 100 pk (73 kW). Verder was de ZMZ-505 5,53-liter V8-motor met 195 pk (143 kW) beschikbaar voor de veiligheidsdiensten. Enkele details van de 3102 werden eind jaren 80 overgenomen op het 24-model, dat daarmee de aanduiding GAZ 24-10 (sedan) kreeg, zoals het interieur en de gewijzigde deuren. De 3102 werd als luxe model boven de 3110 gebouwd en maakte in de loop van de tijd alle modificaties op de parallel gebouwde modellen 31029, 3110 en 31105 mee. Een combi met het front van de 3102 is nooit geproduceerd.

## GAZ 31029 Volga

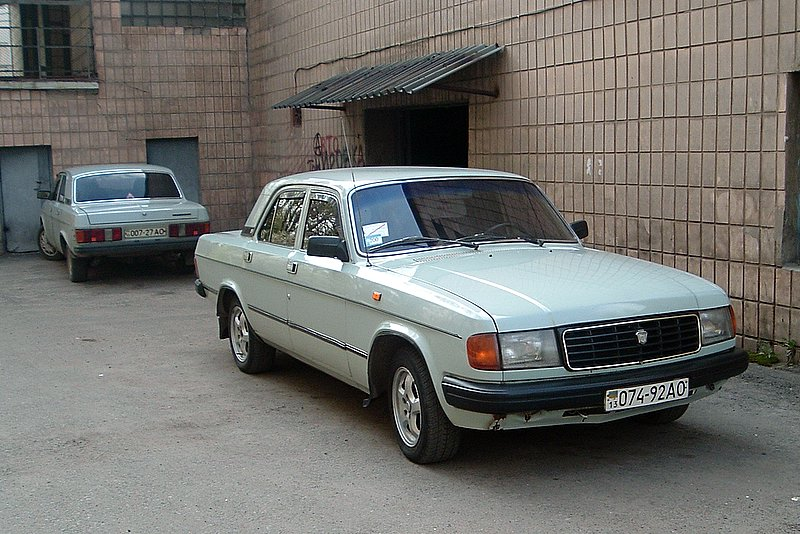
GAZ 31029 Volga

De GAZ 31029 Volga werd vanaf 1992 geproduceerd en was de gefacelifte versie van het model 3102. Gewijzigd werden het front (later overgenomen door de GAZel-bedrijfswagen), het interieur kwam overeen met de 3102. Hij loste het 24-model in de productie af. Het combimodel is de GAZ 31022, die de GAZ 24-12 afloste. De combi kreeg het front van de 31029 en het in de 31029 en 3102 gebruikte interieur maar behield de achterzijde van de 24-02. Net als de 3102 werd deze generatie niet naar West-Europa geëxporteerd. Hij werd in 1997 afgelost, toen de nieuwe 3110 op de GOS-markt werd geïntroduceerd.

## GAZ 3110 Volga

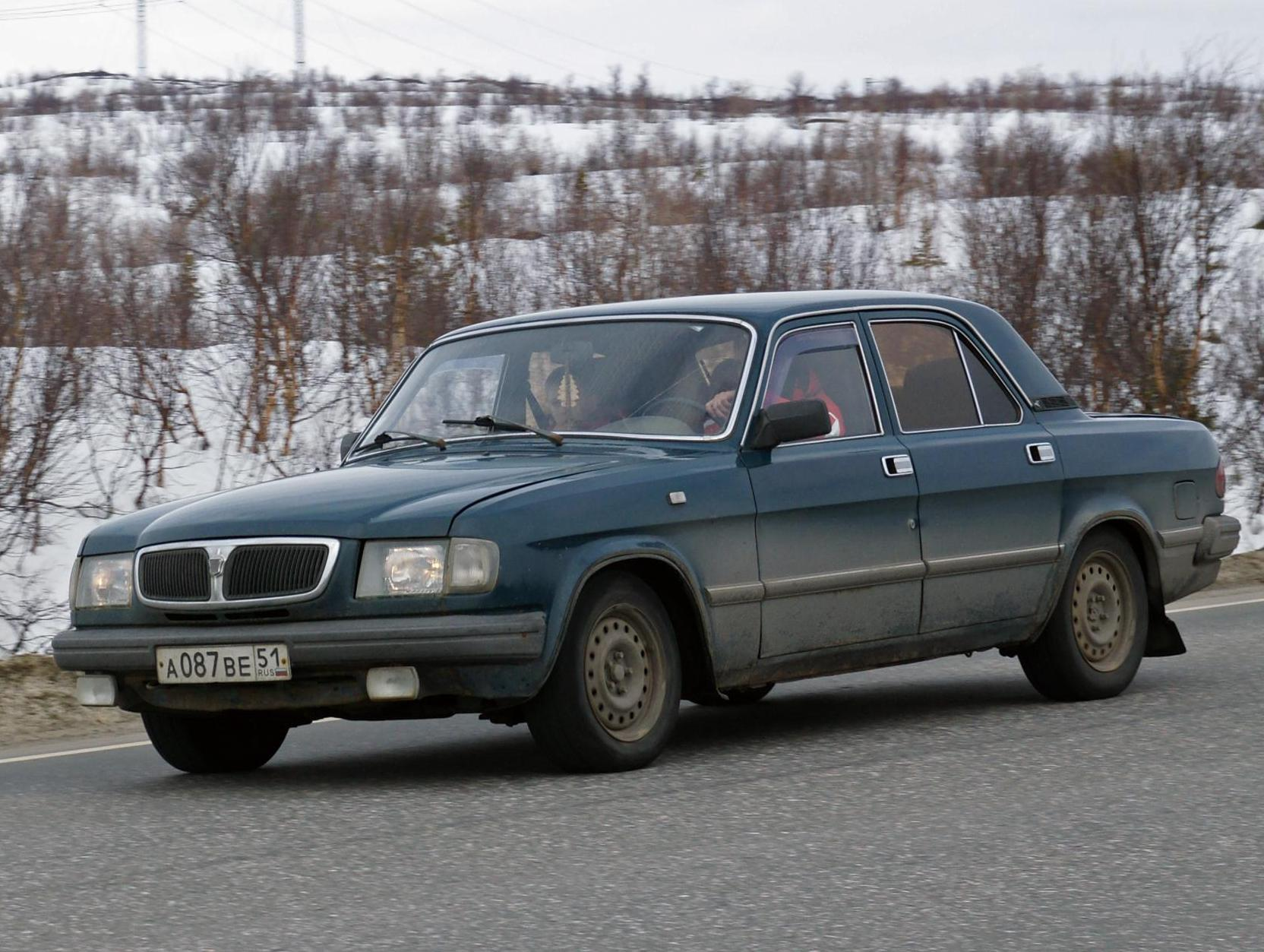
GAZ 3110 Volga

De GAZ 3110 Volga werd in 1997 voorgesteld als opvolger van de 31029. Uiterlijk vallen ten opzichte van de 31029 de gewijzigde grille en de compleet nieuwe achterzijde met halfovale achterlichten op. De 3110 kreeg een compleet nieuw interieur, dat meer ergonomisch werd vormgegeven dan in de voorgaande modellen. Standaard bleef het bij de 2,5 liter viercilinder benzinemotor ZMZ-402.10 met 12 kleppen en 100 pk (73 kW), maar ook werden de dieselmotoren ZMZ-560 en ZMZ-561 aangeboden. Daarbij kwam als noviteit nog de viercilinder 2,3 liter 16V-injectiemotor met 145 pk (106 kW). Kort na de introductie van de 3110 kreeg hij witte richtingaanwijzers vooraan in plaats van de oranjekleurige van de 31029. In 2001 volgde een lichte facelift met gewijzigde voor- en achterzijde en spoilers onderaan, die de 3110 een duidelijk moderner en imposanter uiterlijk gaven.

## GAZ 31105 Volga

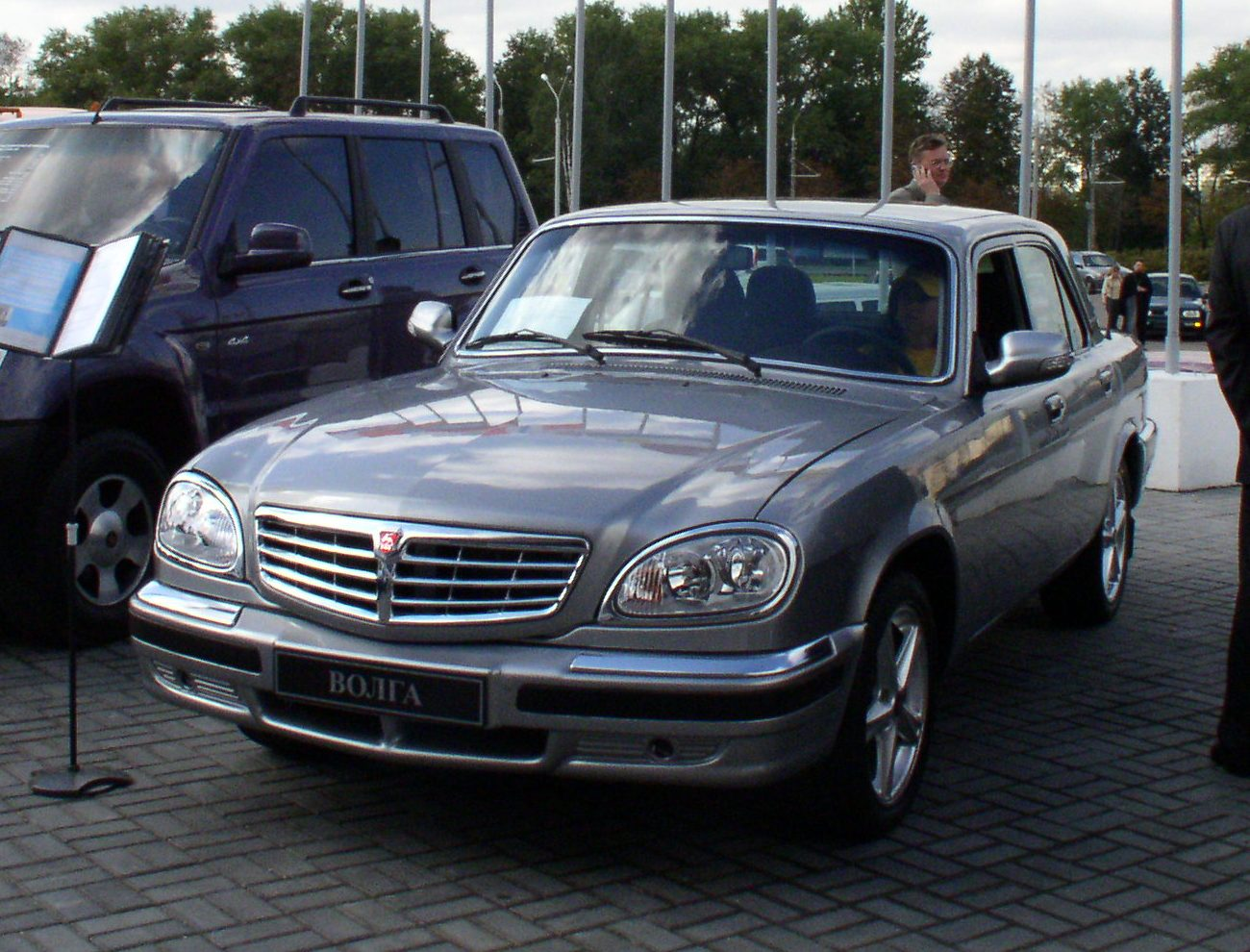
GAZ 31105 Volga

De GAZ 31105 Volga is de gemoderniseerde versie van de GAZ 3110 Volga, de oude versie werd echter nog enige tijd parallel aan de 31105 geproduceerd. Uiterlijk is hij te herkennen aan het nieuwe front, dat aan de in kleine aantallen geproduceerde GAZ 3111 herinnert. Eveneens nieuw zijn modernere deurgrepen van kunststof. Om meer plaats voor de passagiers achterin te creëren werden nieuwe voorstoelen gemonteerd. De 2,5 liter benzinemotor werd door een 16V (viercilinder, 2287 cm³, 96 kW/131 pk) met DaimlerChrysler-licentie vervangen. De in de laatste modeljaren reeds in het model 3110 aangeboden direct ingespoten turbodiesel (81 pk) naar Steyr-licentie is vooral bij zakelijke afnemers in warmere regionen geliefd. Nieuw is ook een moderne voorasconstructie zonder smeerpunten. Omdat de combi qua productieaantallen bijna geen rol meer speelt, blijft ook bij deze facelift de achterzijde van de 24-02 ongewijzigd. In 2006 was de productieplanning 51.000 Volga's, bijna een kwart daarvan met motoren van Chrysler. Sinds april 2006 werd door de fabrieksdirectie gezegd dat de Volga „zo lang wordt doorgebouwd als de markt erom vraagt.“ De productie werd uiteindelijk in de zomer van 2010 stopgezet vanwege lage verkoopcijfers. De prijs van de Volga lag in de meest eenvoudige uitvoering rond de 8.000 Amerikaanse dollar. Hoewel dat voor een nieuwe auto niet veel was, liep de afzet in Rusland uiteindelijk terug, de financiële crisis had de Russische automarkt in 2009 en 2010 zeer hard getroffen.
Personenauto's:
GAZ-A ·
GAZ-M1 ·
GAZ-M415 ·
GAZ 12 ZIM ·
GAZ-13 Tsjaika ·
GAZ-14 Tsjaika ·
GAZ M20 Pobeda ·
GAZ M21 Volga ·
GAZ-22 Volga ·
GAZ 24 Volga ·
GAZ 31 Volga ·
GAZ-3102 Volga ·
GAZ-3110 Volga ·
GAZ-31105 Volga ·
GAZ-61 ·
GAZ-64 ·
GAZ-67 ·
GAZ-69 ·
GAZ-M72 ·
GAZ Volga Siber

Bestelauto's:
GAZelle ·
GAZelle-Business ·
GAZelle NEXT

Vrachtauto's:
GAZ-AA ·
GAZ-4 · 
GAZ-AAA ·
GAZ-MM ·
GAZ-21 ·
GAZ-S1 ·
GAZ-410 ·
GAZ-42 ·
GAZ-44 ·
GAZ-51 ·
GAZ-93 ·
GAZ-52 ·
GAZ-53 ·
GAZ-55 ·
GAZ-56 ·
GAZ-60 ·
GAZ-62 ·
GAZ-63 ·
GAZ-65 ·
GAZ-66 ·
GAZ-3307 ·
GAZ-3308 Sadko ·
GAZ-3309 ·
GAZ-3310 Waldai ·
GAZon NEXT ·
Sadko NEXT

Autobussen:
GAZ-03-30 ·
GAZ-05-193 ·
GZA-651 ·
GAZelle City

Militaire voertuigen:
BA-3/6 ·
BA-64 ·
BA-10 ·
BA-20 ·
BRDM-1 ·
BRDM-2 ·
BTR-40 ·
BTR-60 ·
BTR-70 ·
BTR-80 ·
BTR-90 ·
GAZ-46 ·
GAZ-2330 ·
GAZ-2975 Tigr ·
GAZ-34039 ·
GAZ-3409 ·
GAZ-3937 ·
GAZ-5903 ·
GT-S ·
GT-SM ·
SU-76 ·
T-38 ·
T-60 ·
T-70 ·
T-80 ·
GAZ-3344 ·
GAZ-3351 ·
VPK-3927 Wolk